# Berlihu-Meta (Ort)
Berlihu-Meta ist eine osttimoresische Siedlung im Suco Tohumeta (Verwaltungsamt Laulara, Gemeinde Aileu).

## Geographie
Berlihu-Meta liegt im Zentrum der Aldeia Berlihu-Meta auf einer Meereshöhe von 824 m. Westlich befindet sich weniger als einen Kilometer entfernt das Dorf Tohumeta, wo auch die nächstgelegene Grundschule und ein kommunales Gesundheitszentrum liegen. Nach Süden führt eine kleine Straße im Bogen in den anderthalb Kilometer in Luftlinie entfernten Weiler Erfan, das fast 400 m höher liegt.